# L'Annonciation (Gentileschi)
Pour les articles homonymes, voir L'Annonciation.
L'Annonciation est une peinture à l'huile sur albâtre monté sur ardoise (49,5 × 38,5 cm) d'Orazio Gentileschi, datant d'entre 1600 et 1605 composée sur le thème de l'Annonciation et conservée dans la collection Alana d'Álvaro Saieh et Ana Guzmán à Newark (Delaware) aux États-Unis. 

## Historique

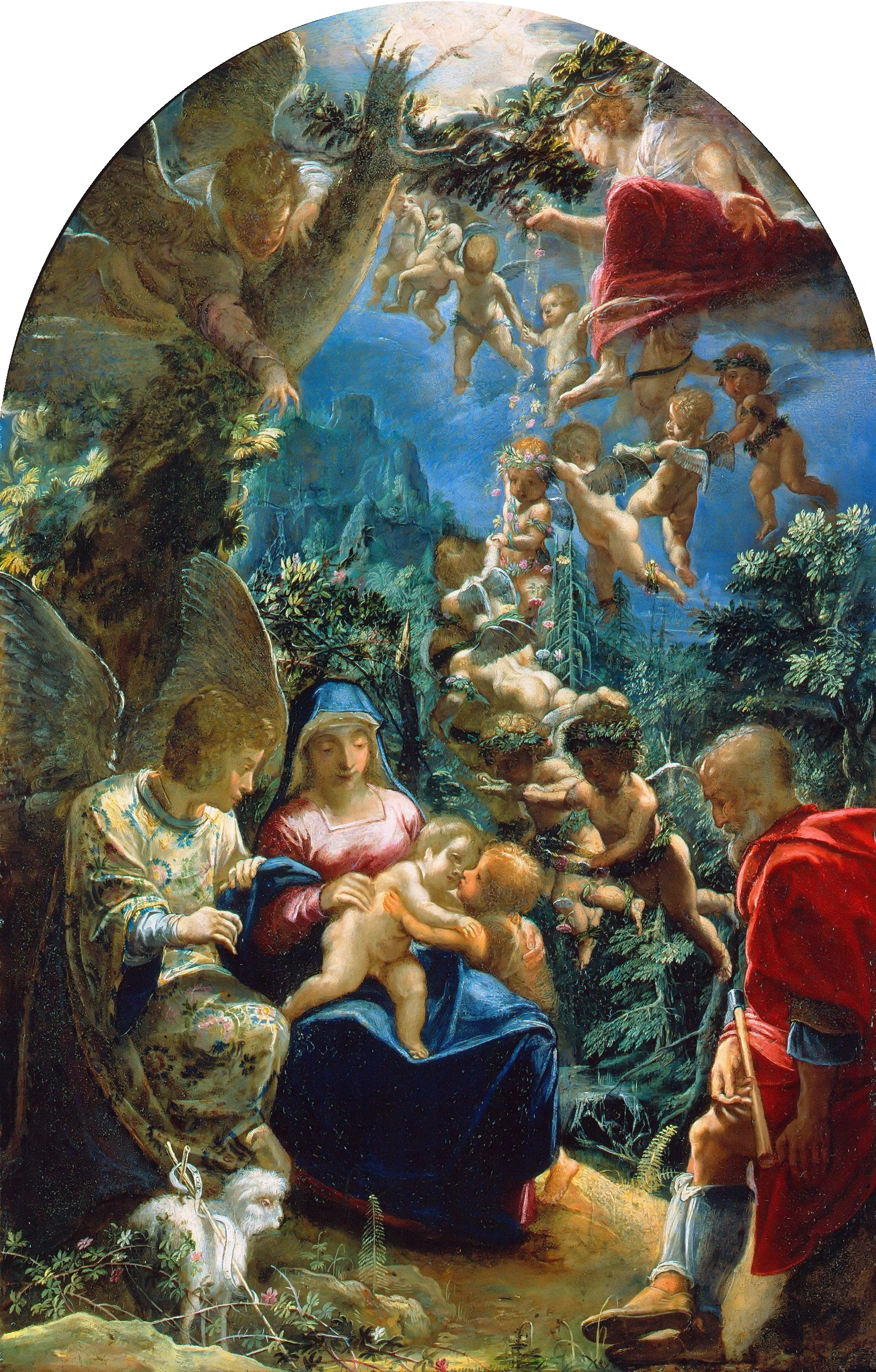
La Sainte Famille avec Jean le Baptiste et les anges (1599), Adam Elsheimer, huile sur cuivre,, Gemäldegalerie, Berlin.

Vraisemblable commande d'un dévot, l'Annonciation, thème du Nouveau Testament fréquemment représenté, est peinte à Rome par Orazio Gentileschi entre 1600 et 1605. Durant ces années, Gentileschi est lié au Caravage, mais il est davantage influencé pour cette œuvre par les huiles sur cuivre lumineuses d'Adam Elsheimer. 
L'iconographie de cette Annonciation, fréquente au Moyen Âge, est étonnante pour l'époque car condamnée par la Réforme catholique : l'Enfant Jésus qui descend des cieux, entouré de Dieu le Père, de la colombe du Saint-Esprit et des anges virevoltants, porte la croix et la couronne d'épines.
Le tableau apparaît dans une collection privée suisse en 1960. Il est vendu par la maison de vente aux enchères Schuler à Zurich le 16 mars 2016 puis acquis par la collection Alana le 24 août 2016. En 2019-2020, il fait partie des soixante-quinze œuvres prêtées par la collection Alana au musée Jacquemart-André pour l'exposition La collection Alana. Chefs-d'œuvre de la peinture italienne. Le tableau n'a pas été publié avant 2019. Il est conservé dans la résidence d'Álvaro Saieh et Ana Guzmán, propriétaires de la collection Alana à Newark (Delaware) aux États-Unis.

## Composition

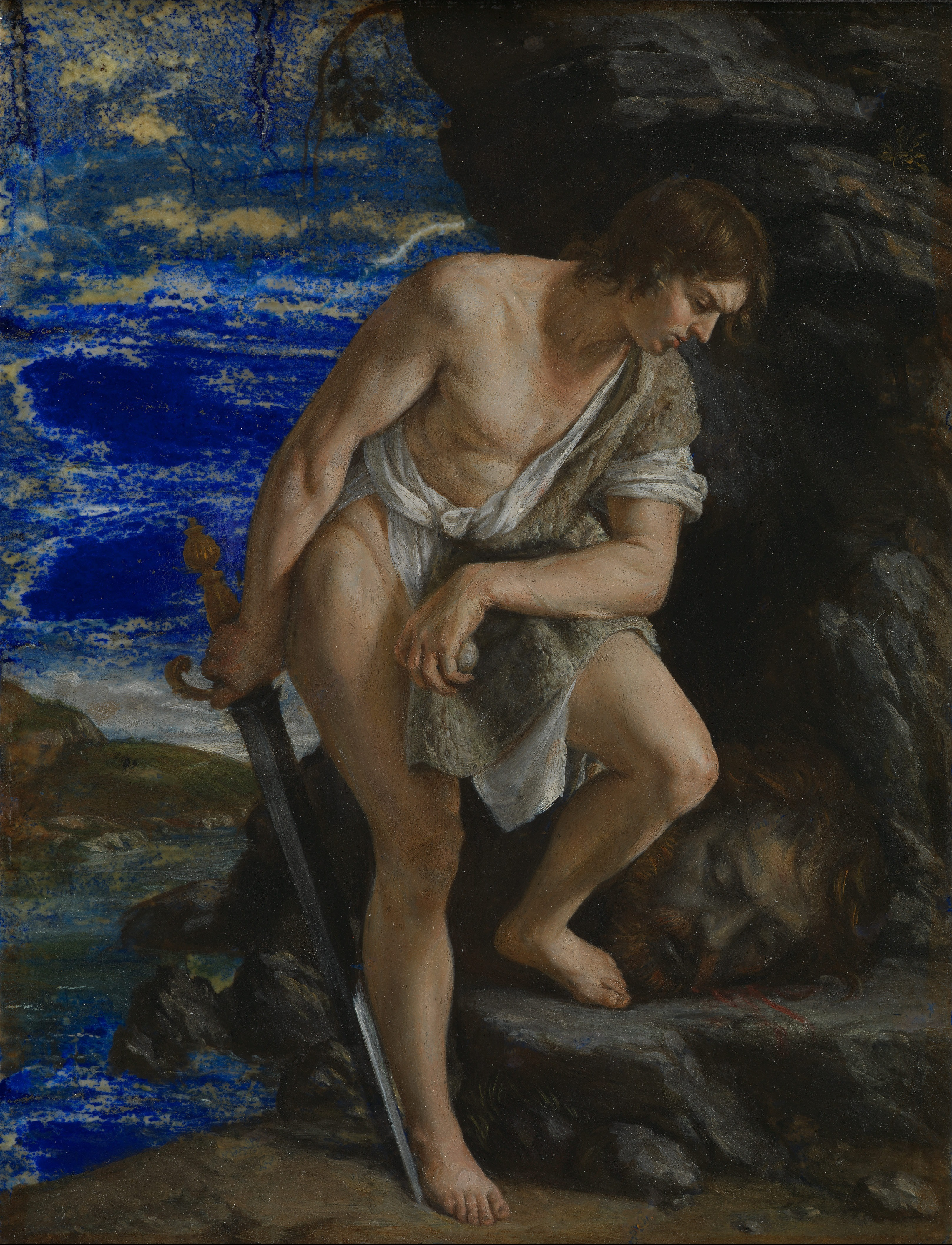
David contemplant la tête de Goliath (vers 1612), Orazio Gentileschi, huile sur lapis-lazuli,, collection privée.

Selon Riccardo Lattuada, collaborateur du catalogue raisonné d'Orazio et Artemisia Gentileschi et auteur de la notice pour la vente de 2016, l'utilisation de l'albâtre est fréquente dans les peintures de l'école florentine de la fin du XVIe et du début du XVIIe siècle. Cependant, Orazio Gentileschi a très rarement utilisé l'albâtre comme support. Il a peint sur marbre une Madone présentant l'Enfant Jésus à Saint François, anciennement conservée au musée régional de la Hesse à Darmstadt, probablement détruite durant la Seconde Guerre mondiale, et un David contemplant la tête de Goliath sur lapis-lazuli ce qui porte à moins d'une demi-douzaine les œuvres sur pierre du peintre toscan. Ici, Orazio utilise les veines naturelles de la pierre pour décrire le prie-Dieu, l'arrière-plan architectural, les nuages et les halos qui entourent l'Enfant Jésus et la colombe. La transparence de la pierre ajoute un effet de lumière qui pourrait être davantage mis en évidence si le panneau en ardoise situé à l'arrière et qui ne fait pas partie de l'œuvre originale, venu par la suite consolider le support d'origine, était retiré. 
La composition de cette Annonciation de 1600 présente des similitudes avec la Madone de Darmstadt comme avec l'Annonciation (1923) de Turin, chef-d'œuvre de la maturité de Gentileschi. Mais également, la pose de la Vierge devant le prie-Dieu et celle de l'archange Gabriel notamment, avec l'Annonciation (1587) de Scipione Pulzone, et plus encore avec la gravure (1565) de Giovanni Jacopo Caraglio. D'autres similitudes, comme le visage de la Vierge et ceux des anges, sont remarquables dans la Vierge en majesté avec la sainte Trinité du museo civico d'arte antica (it) de Turin, le Saint François soutenu par un ange (vers 1607) du musée des Beaux-Arts de Boston et le Baptême du Christ (1607) de l'église Sainte-Marie de la Paix à Rome.

Similitudes
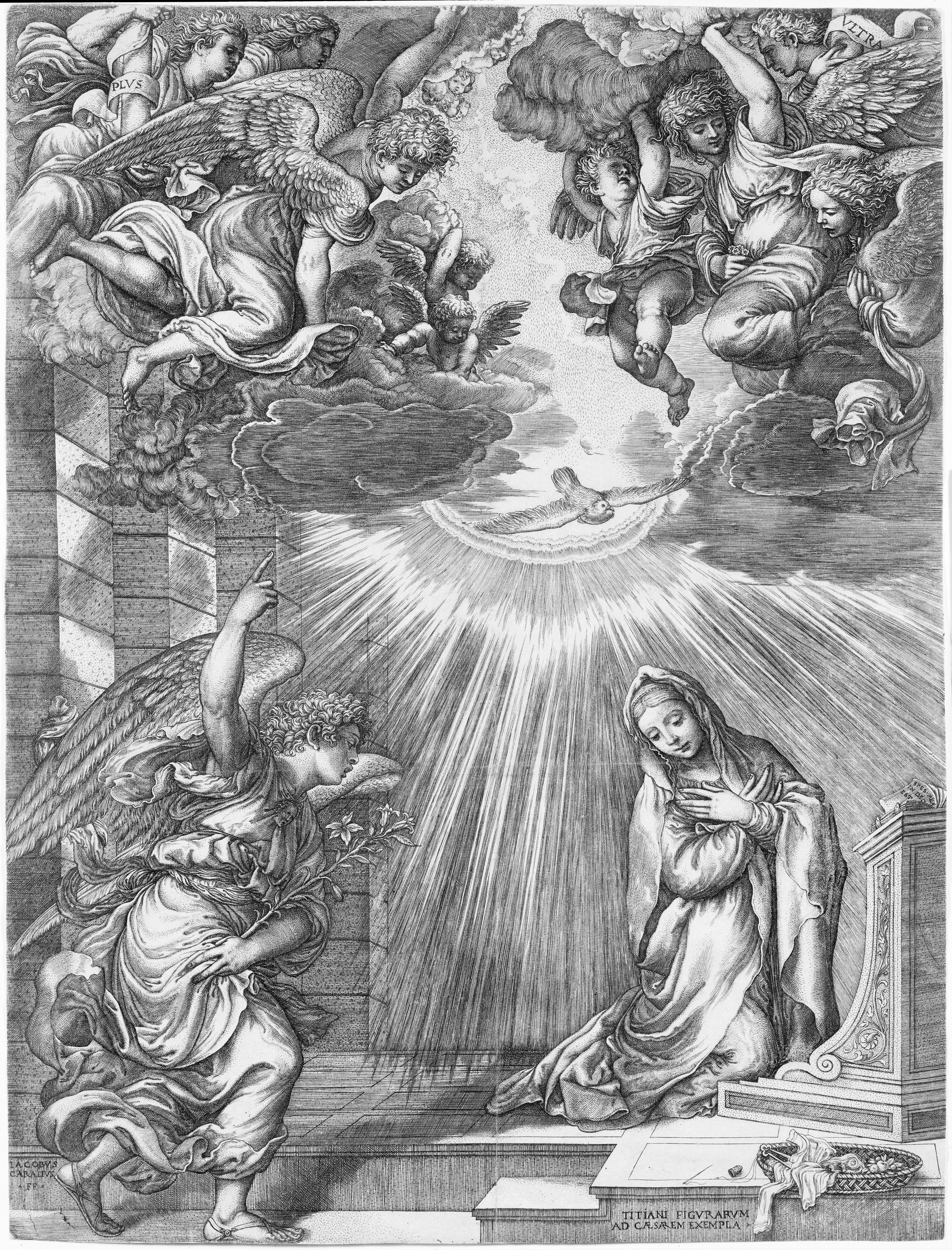
Annonciation (1565), Giovanni Jacopo Caraglio, Metropolitan Museum of Art, New York.
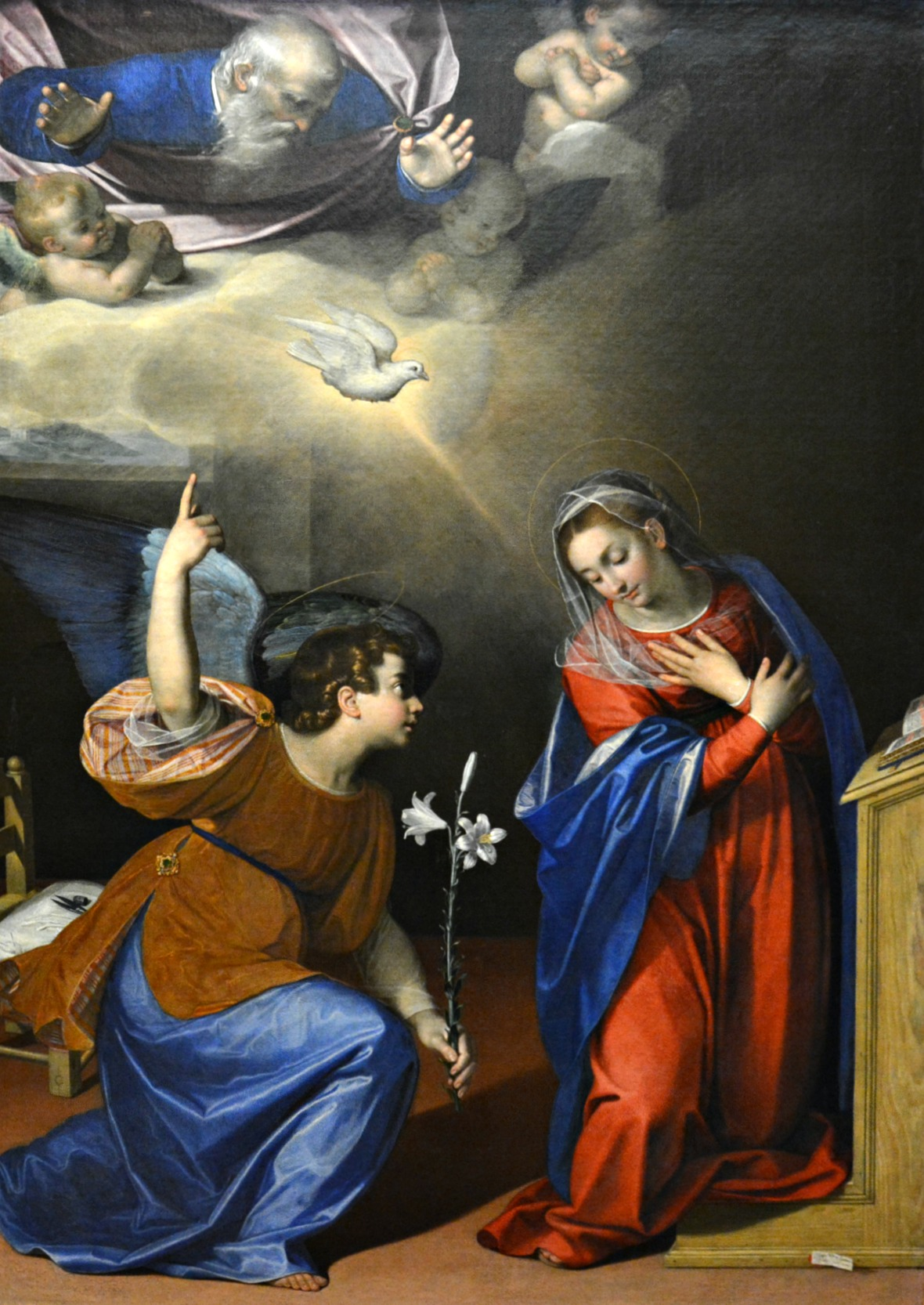
Annonciation (1587), Scipione Pulzone, musée de Capodimonte, Naples.
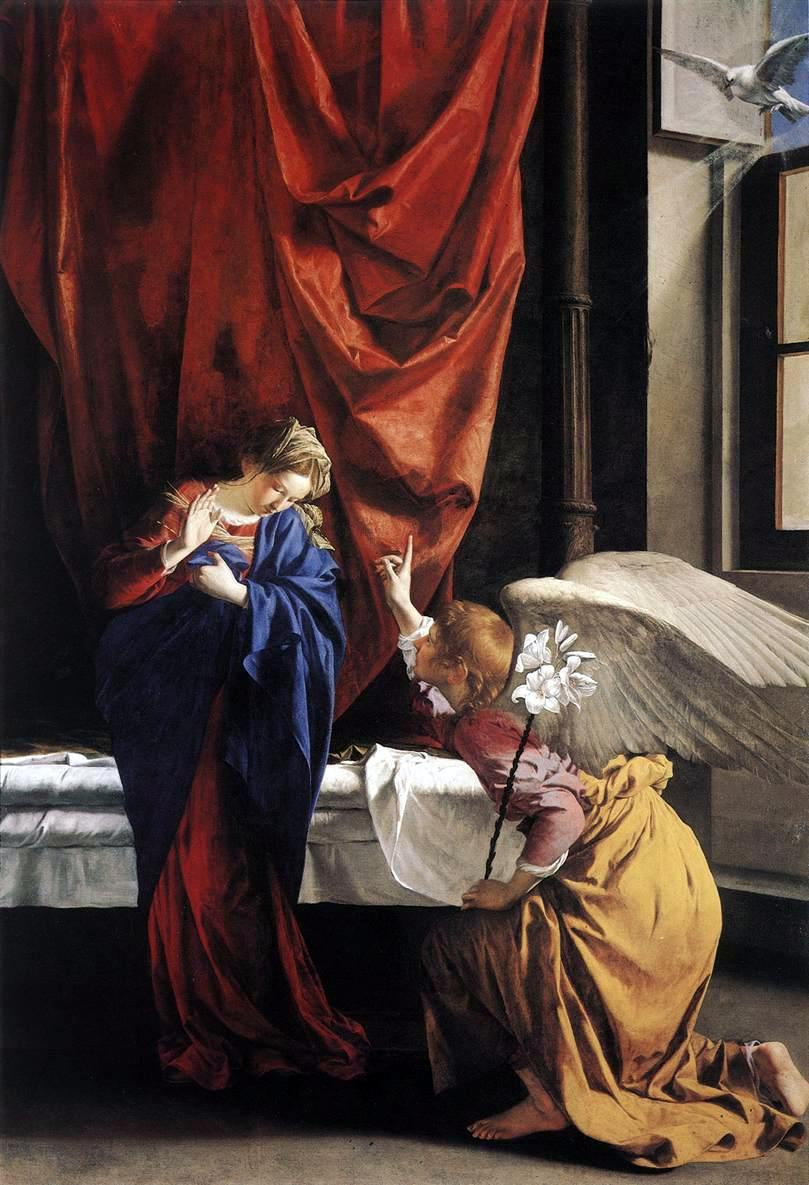
Annonciation (vers 1623), Orazio Gentileschi, galerie Sabauda, Turin.
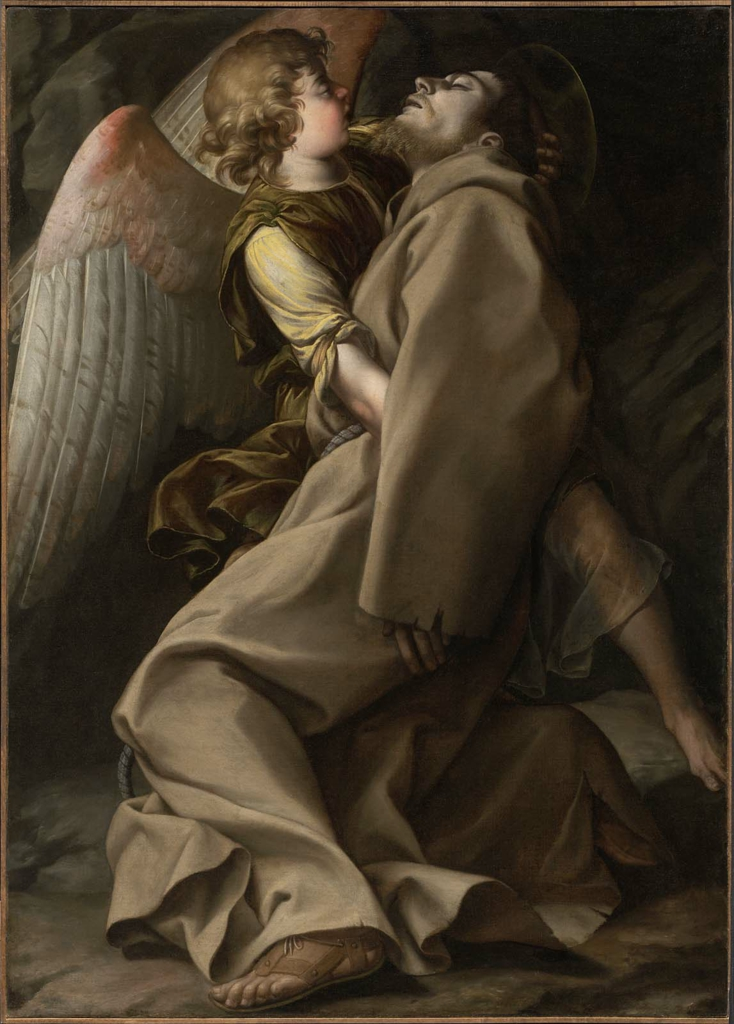
Saint François soutenu par un ange (vers 1607), Orazio Gentileschi, musée des Beaux-Arts, Boston
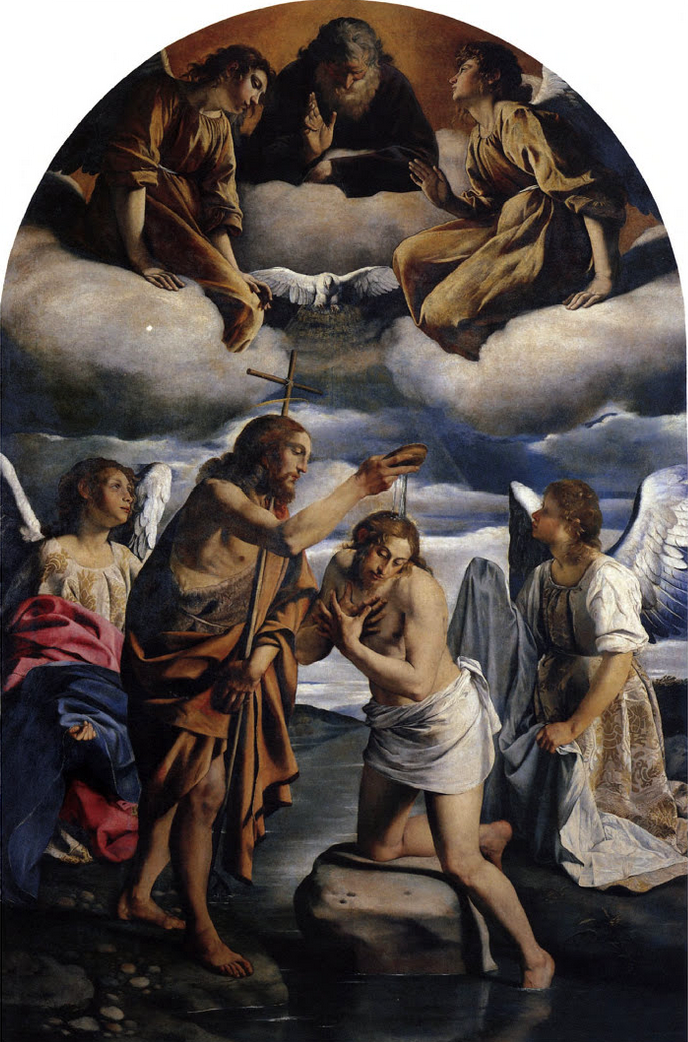
Baptême du Christ (1607), Orazio Gentileschi, église Sainte-Marie de la Paix, Rome